# Associazione Calcio Brescia 1952-1953
Questa pagina raccoglie le informazioni riguardanti l'Associazione Calcio Brescia nelle competizioni ufficiali della stagione 1952-1953.

## Stagione
A luglio si disputano le Olimpiadi e Giovanni Azzini centrosostegno e punto di forza del Brescia vi prende parte nella nazionale di Carlino Beretta e Giuseppe Meazza, giocando contro l'Ungheria di Puskas, che elimina gli azzurri battendoli (3-0). 
Nel campionato di Serie B le rondinelle disputano un torneo di transizione dopo la delusione cocente dello spareggio con la Triestina, perso la stagione scorsa. Tre allenatori si succedono sulla panchina biancoazzurra, inizia Luigi Bertolini, poi Angelo Pasolini ed infine Giuseppe Galluzzi che guida al quarto posto la squadra, a tre punti dal Legnano promosso come seconda classificata. Miglior marcatore di stagione Ermanno Scaramuzzi con otto reti realizzate.

## Rosa
| N. |                   | Ruolo | Calciatore       |
| -- | ----------------- | ----- | ---------------- |
|    | Italia (bandiera) | P     | Giuseppe Zibetti |
|    | Italia (bandiera) | P     | Egidio Cattaneo  |
|    | Italia (bandiera) | D     | Giovanni Azzini  |
|    | Italia (bandiera) | D     | Andrea Bonomi    |
|    | Italia (bandiera) | D     | Erberto Galeotti |
|    | Italia (bandiera) | D     | Piero Provezza   |
|    | Italia (bandiera) | D     | Piero Torrini    |
|    | Italia (bandiera) | D     | Cesare Zamboni   |
|    | Italia (bandiera) | C     | Alfonso Borra    |
|    | Italia (bandiera) | C     | Emilio Farina    |

| N. |                   | Ruolo | Calciatore           |
| -- | ----------------- | ----- | -------------------- |
|    | Italia (bandiera) | C     | Francesco Malighetti |
|    | Italia (bandiera) | C     | Giuseppe Matassoni   |
|    | Italia (bandiera) | C     | Celso Posio          |
|    | Italia (bandiera) | C     | Jone Spartano        |
|    | Italia (bandiera) | A     | Giancarlo Colombini  |
|    | Italia (bandiera) | A     | Marcello Brocca      |
|    | Italia (bandiera) | A     | Giuseppe Ongaro      |
|    | Italia (bandiera) | A     | Alessandro Pin       |
|    | Italia (bandiera) | A     | Ermanno Scaramuzzi   |
|    | Italia (bandiera) | A     | Enrico Zucchinali    |

## Risultati

### Serie B

#### Girone di andata
| Lucca 14 settembre 1952 1ª giornata | Lucchese             | 0 – 0 | Brescia | Stadio Porta Elisa\| Arbitro: \| Occhinegro (Taranto) \| |
| Arbitro:                            | Occhinegro (Taranto) |       |         |                                                          |

| Salerno 21 settembre 1952 2ª giornata | Salernitana     | 0 – 0 | Brescia | Stadio Comunale\| Arbitro: \| Corallo (Lecce) \| |
| Arbitro:                              | Corallo (Lecce) |       |         |                                                  |

| Arbitro: | Jonni (Macerata) |

|  |           |                 |
|  | Marcatori | 85’ Fracassetti |

| Arbitro: | Silvano (Torino) |

|             |           |  |
| Forlani 84’ | Marcatori |  |

| Arbitro: | Rigato (Mestre) |

|                                       |           |              |
| Malighetti 19’ Colombini 4’, 53’, 62’ | Marcatori | 55’ Cavaleri |

| Arbitro: | Bernasconi (Firenze) |

|               |           |  |
| Colombini 52’ | Marcatori |  |

| Arbitro: | Zoli (Pontedera) |

|                    |           |                |
| Bercarich 22’, 30’ | Marcatori | 53’ Malighetti |

| Arbitro: | Maurelli (Roma) |

|                               |           |  |
| Camporese 38’ Secchi 39’, 63’ | Marcatori |  |

| Brescia 16 novembre 1952 9ª giornata | Brescia          | 0 – 0 | Verona | Stadium di Viale Piave\| Arbitro: \| Fortina (Novara) \| |
| Arbitro:                             | Fortina (Novara) |       |        |                                                          |

| Arbitro: | Coppa (Mariano Comense) |

|                                |           |  |
| Maronati 4’ (rig.) Rabitti 16’ | Marcatori |  |

| Arbitro: | Guarnaschelli (Pavia) |

|                |           |  |
| Scaramuzzi 39’ | Marcatori |  |

| Genova 7 dicembre 1952 12ª giornata | Genoa           | 0 – 0 | Brescia | Stadio Luigi Ferraris\| Arbitro: \| Maurelli (Roma) \| |
| Arbitro:                            | Maurelli (Roma) |       |         |                                                        |

| Brescia 14 dicembre 1952 13ª giornata | Brescia          | 0 – 0 | Modena | Stadium di Viale Piave\| Arbitro: \| Fortina (Novara) \| |
| Arbitro:                              | Fortina (Novara) |       |        |                                                          |

| Arbitro: | Canepa (Genova) |

|                               |           |                     |
| Sansolini 24’, 62’ Bodini 42’ | Marcatori | 17’ Borra 81’ Posio |

| Arbitro: | Michieletto (Mestre) |

|            |           |              |
| Ongaro 89’ | Marcatori | 11’ Colomban |

| Arbitro: | Matteucci (Roma) |

|                           |           |                                |
| Badiali 34’ Paulinich 88’ | Marcatori | 2’ (rig.) Borra 32’ Zucchinali |

| Arbitro: | Agnolin (Bassano del Grappa) |

|              |           |  |
| Spartano 19’ | Marcatori |  |

#### Girone di ritorno
| Arbitro: | Pizzato (Mestre) |

|               |           |  |
| Matassoni 72’ | Marcatori |  |

| Arbitro: | Cartei (Firenze) |

|                                     |           |                       |
| Borra 4’ (rig.) Scaramuzzi 43’, 66’ | Marcatori | 49’ (rig.) De Andreis |

| Arbitro: | Marchetti (Milano) |

|  |           |              |
|  | Marcatori | 21’ Spartano |

| Brescia 15 febbraio 1953 21ª giornata | Brescia           | 0 – 0 | Marzotto Valdagno | Stadium di Viale Piave\| Arbitro: \| Marchese (Napoli) \| |
| Arbitro:                              | Marchese (Napoli) |       |                   |                                                           |

| Arbitro: | Grandville (Roma) |

|              |           |         |
| Petrozzi 60’ | Marcatori | 83’ Pin |

| Arbitro: | Scaramella (Roma) |

|                         |           |  |
| Klein 17’ Bartolini 22’ | Marcatori |  |

| Arbitro: | Massai (Pisa) |

|                                              |           |                      |
| Dini 24’ (aut.) Matassoni 39’ Scaramuzzi 81’ | Marcatori | 74’ Avedano 75’Pison |

| Brescia 15 marzo 1953 25ª giornata | Brescia          | 0 – 0 | Padova | Stadium di Viale Piave\| Arbitro: \| Fortina (Novara) \| |
| Arbitro:                           | Fortina (Novara) |       |        |                                                          |

| Arbitro: | Corallo (Lecce) |

|            |           |        |
| Pozzan 33’ | Marcatori | 9’ Pin |

| Arbitro: | Campanati (Milano) |

|               |           |  |
| Scaramuzzi 2’ | Marcatori |  |

| Vicenza 5 aprile 1953 28ª giornata | Vicenza              | 0 – 0 | Brescia | Stadio Romeo Menti\| Arbitro: \| Occhinegro (Taranto) \| |
| Arbitro:                           | Occhinegro (Taranto) |       |         |                                                          |

| Arbitro: | De Leo (Mestre) |

|                             |           |  |
| Pin 19’ Scaramuzzi 46’, 82’ | Marcatori |  |

| Arbitro: | Arpaia (Roma) |

|  |           |         |
|  | Marcatori | 82’ Pin |

| Arbitro: | Rigato (Mestre) |

|           |           |  |
| Farina 1’ | Marcatori |  |

| Arbitro: | Corallo (Lecce) |

|                       |           |            |
| Moro 60’ Colomban 67’ | Marcatori | 68’ Farina |

| Arbitro: | Scaramella (Roma) |

|                                     |           |                        |
| Posio 66’ Farina 80’ Scaramuzzi 84’ | Marcatori | 58’ Badiali 60’ Loschi |

| Arbitro: | Piemonte (Monfalcone) |

|           |           |  |
| Motta 78’ | Marcatori |  |

## Statistiche

### Statistiche di squadra
Fonte:
| Competizione | Punti | In casa | In casa | In casa | In casa | In casa | In casa | In trasferta | In trasferta | In trasferta | In trasferta | In trasferta | In trasferta | Totale | Totale | Totale | Totale | Totale | Totale | DR |
| Competizione | Punti | G       | V       | N       | P       | Gf      | Gs      | G            | V            | N            | P            | Gf           | Gs           | G      | V      | N      | P      | Gf     | Gs     | DR |
| ------------ | ----- | ------- | ------- | ------- | ------- | ------- | ------- | ------------ | ------------ | ------------ | ------------ | ------------ | ------------ | ------ | ------ | ------ | ------ | ------ | ------ | -- |
| Serie B      | 38    | 17      | 11      | 5       | 1       | 23      | 8       | 17           | 2            | 7            | 8            | 10           | 20           | 34     | 13     | 12     | 9      | 33     | 28     | +5 |

### Statistiche dei giocatori
| Giocatore     | Serie B  | Serie B |
| Giocatore     | Presenze | Reti    |
| ------------- | -------- | ------- |
| G. Azzini     | 34       | 0       |
| A. Bonomi     | 31       | 0       |
| A. Borra      | 32       | 3       |
| M. Brocca     | 5        | 0       |
| E. Cattaneo   | 0        | 0       |
| G. Colombini  | 8        | 4       |
| E. Farina     | 21       | 3       |
| E. Galeotti   | 10       | 0       |
| F. Malighetti | 14       | 2       |
| G. Matassoni  | 23       | 2       |
| G. Ongaro     | 8        | 1       |
| A. Pin        | 22       | 4       |
| C. Posio      | 26       | 2       |
| P. Provezza   | 4        | 0       |
| E. Scaramuzzi | 24       | 8       |
| J. Spartano   | 25       | 2       |
| P. Torrini    | 7        | 0       |
| C. Zamboni    | 31       | 0       |
| G. Zibetti    | 34       | -28     |
| E. Zucchinali | 15       | 1       |